# Terence DuQuesne
Terence DuQuesne est un égyptologue anglais né le 26 décembre 1942 à Cambridge et mort le 17 avril 2014 à Croydon (banlieue de Londres).
Son principal travail est celui des croyances religieuses des anciens Égyptiens, notamment sur le sujet des divinités chacals de l’Égypte antique. Il a également écrit dans l’encyclopédie UCLA en ligne de l’égyptologie.

## Biographie

### Jeunesse et début
Terence DuQuesne est né le 26 décembre 1942 à Cambridge en Angleterre.
Terence DuQuesne publie son premier livre d’étude de sources sexologiques, Catalogi Librorum Eoticorum : A Critical Bibliogrphy of Erotic Bibliogrphies and Book-Catalogues en 1964 à l’âge de vingt-deux ans, et à ce moment-là il savait parler cinq langues. Il avait également gagné différentes bourses au Dulwich College et à Oxford. Il a aussi écrit un livre sur la pharmacologie, Handbook of Psychoactive Medicines.
Il co-écrit en 1986, Britain : An Unfree Country avec Edward Goodman mais aussi Illicit Drugs: Myth And Reality for the Libertarian Alliance.
Mais la principale occupation de Terence DuQuesne est l’Égypte antique et en particulier sa religion et les dieux chacals.

### Carrière
Cette section ne s'appuie pas, ou pas assez, sur des sources secondaires ou tertiaires indépendantes du sujet. Le texte peut contenir des analyses inexactes ou inédites de sources primaires.
Pour l'améliorer, ajoutez-en, ou placez des modèles {{Source secondaire souhaitée}} ou {{Source secondaire nécessaire}} sur les passages mal sourcés. (décembre 2022)
Terence DuQuesne avait une grande fascination pour les chiens et un intérêt prononcé pour la religion de l'Égypte antique. Cela l’a amené à étudier les dieux chacals de l’Égypte antique, mais aussi Osiris et la période ptolémaïque de l’Égypte. Il a publié un certain nombre d'ouvrages sur la religion égyptienne, mais son projet à long terme était une vaste enquête sur les dieux chacals d'Égypte. En 2005, il a produit le premier volume de cette étude, qui couvre l'Ancien Empire, chez Darengo Publications. Mais les deux autres volumes prévus restent inachevés à ce jour, par suite de son décès. 
Terence DuQuesne se rendait souvent en Égypte pour continuer ses travaux égyptologiques. Le plus souvent à Assiout et à Abydos mais aussi dans le sous-sol du Musée égyptien du Caire. Son accès au sous-sol du musée lui a permis de pouvoir étudier plus en profondeur différentes stèles de dévotions, dédié pour la plupart à des dieux chacals, provenant de la tombe de Salakhana, de la XIIe dynastie. À la suite de cela il a publié un livre, The Salakhana Trove, parlant de ce fabuleux trésor. 
Il a également traduit et écrit des poèmes.
Il a aussi fondé Darengo Publications, une maison d’édition qui a pour but de publier ses recherches égyptologiques et ses travaux sur la poésie. Darengo Publications voudrait élargir sa gamme de livre et terminer de publier les différents livres de Terence DuQuesne. 
Terence DuQuesne a également co-fondé le Yeats Club[source secondaire souhaitée].

### Décès
Terence DuQuesne est mort à la suite d'un accident vasculaire cérébral dans un hôpital de Croydon. À l’église All Saints à Londres, Terence DuQuesne a eu des funérailles païennes. Ses cendres ont ensuite été dispersées à Louxor, dans sa terre spirituelle.
Au moment de sa mort, le 17 avril 2014, Terence DuQuesne travaillait à un deuxième volume des Divinités chacal d'Égypte (The Jackal Divinities of Egypt), mais aussi sur un livre intitulé Geography of the Landscape ainsi que sur une nouvelle édition de The Poems of Sappho, mais malheureusement tous ces livres sont inachevés. Il a légué ses documents de recherche au Griffith Institute, tandis que sa bibliothèque égyptologique personnelle a rejoint celles des universités de Swansea et de Lampeter. Le legs à l'institut Griffith comprend le vaste ensemble de notes de recherche, de négatifs, de photographies et de fichiers numériques de DuQuesne sur la tombe de Salakhana.

## Croyances
Il vénérait Anubis et croyait en l’existence des divinités égyptiennes. Il se considérait plutôt comme un néopaïen et un magicien de cérémonie que comme un kémite car il était un praticien éclectique de la magie. En tant que partisan de la religion comparative, il utilisait un certain nombre de pratiques ésotériques différentes de ses pratiques personnelles. Par exemple, il célébrait les différents sabbats de la roue de l’année, chez les celtes. Il considérait ses recherches et ses écrits sur les dieux chacals égyptiens en particulier et sur l'ancienne religion égyptienne en général comme une dévotion et une partie de ce qu'il appelait « Le Grand Œuvre ».

## Œuvres

### Premiers livres
- Catalogi Librorum Eoticorum : A Critical Bibliogrphy of Erotic Bibliogrphies and Book-Catalogues, (1964)
- Handbook of Psychoactive Medicines (1982)
- Britain : An Unfree Country (1986)
- Illicit Drugs: Myth And Reality for the Libertarian Alliance (1986)

### Livres égyptologiques
- Anubis, Upwawet, and Other Deities (2007)

#### Oxfordshire Communications in Egyptology
- Anubis and the Spirits of the West (1990), O.C.E. I
- A Coptic Initiatory Invocation (1991), O.C.E. II
- Jackal at the Shaman’s Gate (1991), O.C.E. III
- At the Court of Osiris (1994), O.C.E. IV
- Black and Gold God (1996), O.C.E. V
- The Jackal Divinities of Egypt I : From the Archaic Period to Dynasty X (2005), O.C.E. VI
- The Salakhana Trove (2010), O.C.E. VII
- Spirits of the West (2012), O.C.E. VIII

### Seshat
- Seshat 1, printemps 1998
- Seshat 2, automne 1998
- Seshat 3, automne 1999
- Seshat 4, automne 2000
- Seshat 5, hiver 2001
- Seshat 6, printemps 2003
- Seshat 7, été 2005

### Recueils de poèmes et de traductions
- Caduceus (1989)
- Sappho of Lesbos (1989), plus tard une nouvelle édition en 2016
- Power Over Fire (1995)
- Thunder and Lotus (1997)
- Proods of Heaven (2001)

### Projets n'ayant jamais vu le jour
- Geography of the Landscape of the Underworld
- The Jackal Divinities of Egypt II
- The Jackal Divinities of Egypt III

### Articles
Il a également écrit plusieurs articles sur l'Égypte antique comme celui sur le fétiche Imi-Out.